# Озброєний і дуже небезпечний
«Озброєний і дуже небезпечний» (повна назва «Озброєний і дуже небезпечний. Час і герої Франсіса Брета Гарта») — радянський художній фільм в жанрі вестерн. За романом «Габріель Конрой» і розповідей  Френсіса Брета Гарта.

## Сюжет
Події відбуваються наприкінці XIX століття на Дикому Заході, в Америці. В основі сюжету — складні перипетії життя роботяги-старателя Габріеля Конроя.

## У ролях
- Донатас Баніоніс —  Габріель Конрой, старатель  (озвучує  Олександр Дем'яненко)
- Мірча Верою —  Джек Гемлін, професійний картковий гравець  (озвучує  Анатолій Кузнєцов)
- Людмила Сенчина —  Жюлі Прюдом, співачка з кабаре
- Марія Плоае —  Долорес Дамфі, дружина Пітера Дамфі і улюблена Гемліна  (озвучує  Валентина Тализіна)
- Леонід Бронєвой —  Пітер Дамфі, підприємець
- Лев Дуров —  Щасливчик Чарлі, підручний Дамфі
- Всеволод Абдулов —  Генрі Йорк, молодий журналіст
- Ференц Бенце —  Гаррі, стрілок  (озвучує  Микола Граббе)
- Ян Сханілець —  Жуліано Баррето
- Альгімантас Масюліс —  адвокат Старботтл, приятель П. Дамфі  (озвучує  Юрій Саранцев)
- Григорій Лямпе —  продавець таємниць
- Сергій Мартінсон —  містер Тротт
- Олег Жаков —  суддя Флеммінг
- Талгат Нігматулін —  Джойс, слуга Д. Дамфі

## Знімальна група
- Автор сценарію:  Володимир Вайншток,  Павло Фінн
- Режисер: Володимир Вайншток
- Оператор:  Костянтин Рижов
- Художник: Костянтин Загорський
- Композитор:  Георгій Фіртич
- Текст пісень:  Володимир Висоцький
- Директор картини:  Аркадій Кушлянський